# Bombus erzurumensis
Bombus erzurumensis (saknar svenskt namn) är en insekt i överfamiljen bin (Apoidea) och släktet humlor (Bombus) som lever i Turkiet och Iran.

## Taxonomi
Taxonomin är omstridd; vissa forskare erkänner inte arten, utan ser den som en vitbandad form av Bombus sichelii. Natural History Museum, som inte heller erkänner taxonet som en art, utesluter inte att den kan få artstatus i framtiden.
Dessutom finns det en ljusare färgform, som vissa forskare betraktar som en egen art, Bombus oezbeki.

## Beskrivning
Bombus erzurumensis har övervägande svart huvud, vit mellankropp med ett svart tvärband i höjd med vingfästena, och de två främre tergiterna vita. Den tredje tergiten är svart, och resten av bakkroppen orange.

## Ekologi
Arten är en bergsart som framför allt håller till på alpina högstäpper på höjder mellan 1 550 och 3 000 m, vanligen över 1 800 m. Humlan besöker ett stort antal blommande växter, bland vilka de vanligaste är jätteväddssläktet, blåklockor, tistelsläktingen Jurinella moschus och nepetan Nepeta fissa.

## Utbredning
Bombus erzurumensis finns i nordöstra Anatolien i Turkiet och norra Iran.